# Svijany Tour 2017

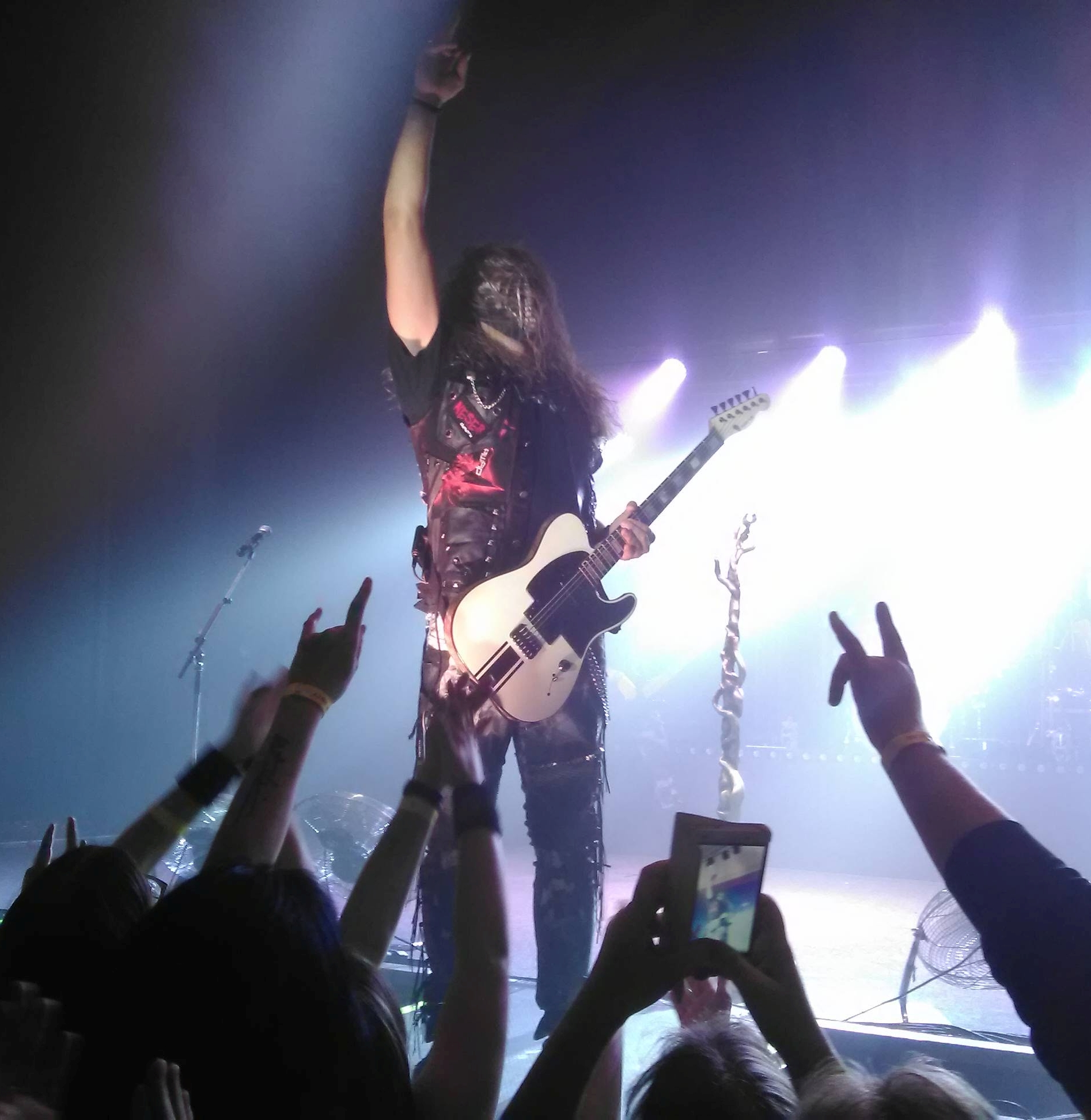
„Dymo“ v Zábřehu

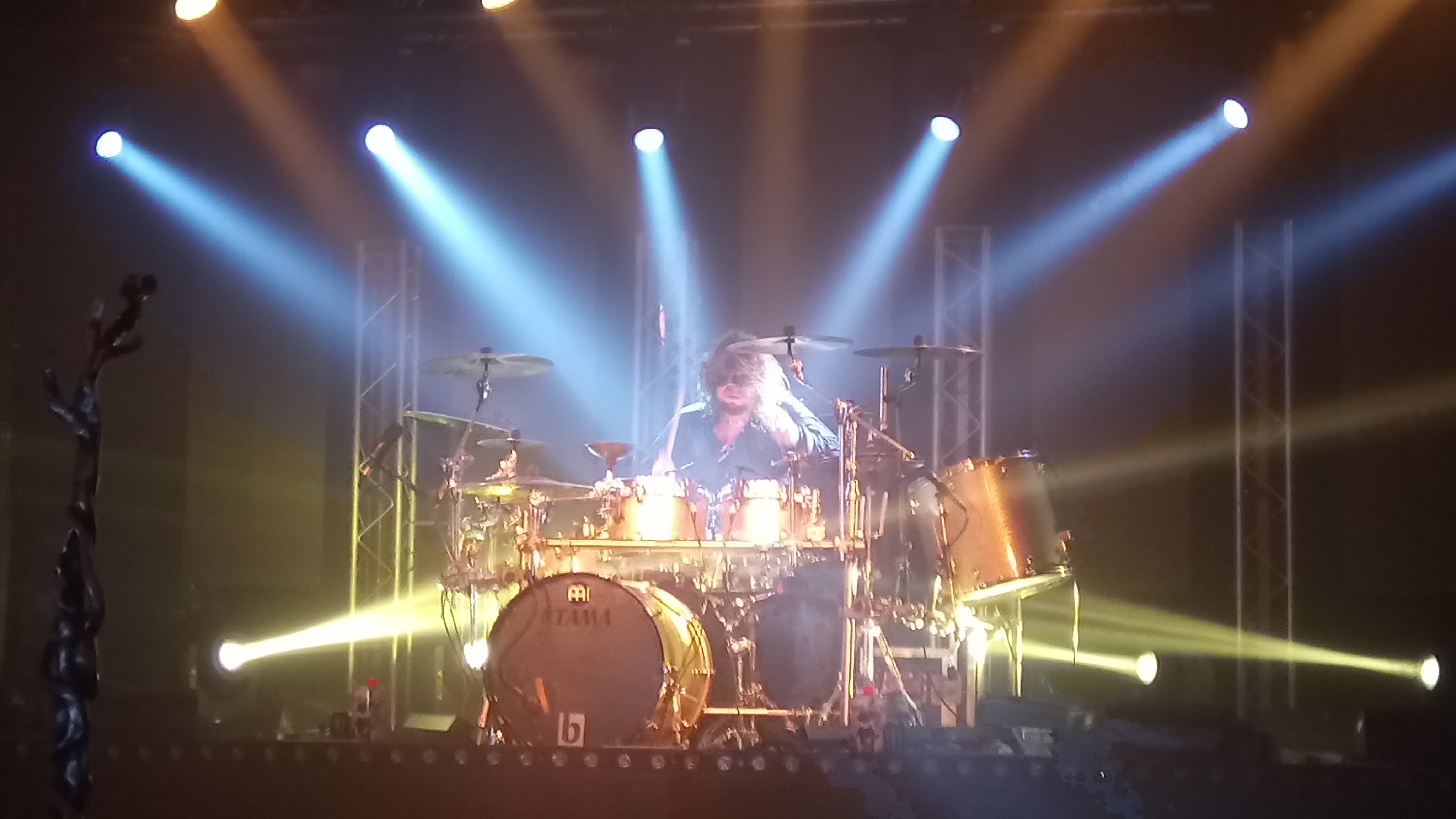
„Mildor“ v Zábřehu při bubenickém sóle

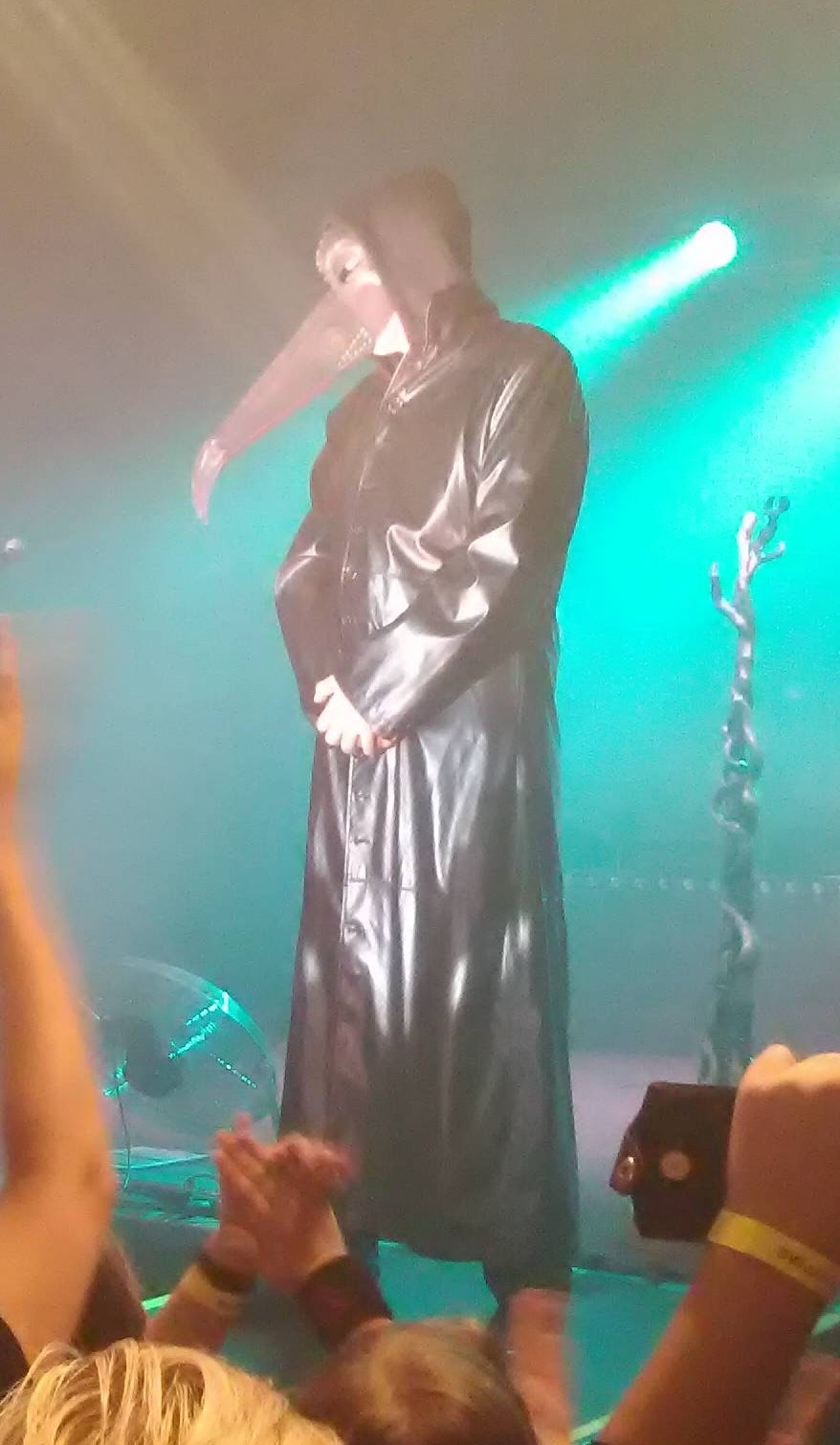
Postava krkavce, objevující se v závěru skladby Sedmero krkavců

Svijany Tour 2017 je samostatné podzimní turné kapely Dymytry. Mělo celkem 16 zastávek po celé České republice a hostem byla kapela Komunál z Chlumce nad Cidlinou. Hlavním partnerem turné byl Pivovar Svijany, který zajistil mimo jiné novou edici dvoulitrových plechovek piva, tentokrát s motivy EP Sedmero krkavců. Obě kapely si připravily dlouhý setlist a k prezentaci využily šesti LED panelů. Na závěr setlistu Komunálu si v písni „Až mě ráno povedou“ zahostoval Protheus. Dymytry po delší době oprášili album Psy-core, z něhož zahráli úvodní skladbu alba i setlistu „Captain Heroin“.

## Line-up
Komunál:
- Luboš Suchánek (zpěv)
- Radek Plachetka (kytara, zpěv)
- Pavel Erny Hanuš (kytara, zpěv)
- Jaroslav Bárt Novák (klávesy, zpěv)
- Filip Litera (basová kytara, zpěv)
- David Hlaváček (bicí, zpěv)

Dymytry:
- Jan „Protheus“ Macků (zpěv)
- Jiří „Dymo“ Urban (kytara)
- Jan „Gorgy“ Görgel (kytara)
- Artur „R2R“ Michajlov (basová kytara)
- Miloš „Mildor“ Meier (bicí)

## Setlisty
Zábřeh, 27. října

### Komunál
1. Lovec lidí
2. Jedenáct hodin do útoku
3. Stopy upocených těl
4. Strom
5. Volnej pád
6. Špinavý ráno
7. Nápisy na zdi
8. Srdce v řece
9. Pasťák
10. Cikánka
11. Vlci v nás
12. Je to zlý
13. Hrobník a Smrt
14. Kříže v poli
15. Tulák a král
16. Až mě ráno povedou (feat. Protheus)

### Dymytry
1. Captain Heroin
2. Jsem nadšenej
3. Sekerou
4. Z pekla
5. Barikády
6. Lunapark
7. Kniha života
8. Síť pro sociály
9. Čas nezastavíš
10. Ne nikdy
11. Agronaut
12. Sedmero krkavců
13. Miloš Meier - bubenické sólo
14. Média
15. Ztracená generace
16. Ocelová parta

Přídavky
1. Dej Bůh štěstí
2. Strážná věž

## Harmonogram turné
| Datum              | Město                          | Místo                    | Host    | Poznámka                                                |
| ------------------ | ------------------------------ | ------------------------ | ------- | ------------------------------------------------------- |
| 13. října 2017     | Pěnčín                         | Kulturní dům             | Komunál |                                                         |
| 14. října 2017     | Mrákov                         | Kulturní dům             | Komunál |                                                         |
| 21. října 2017     | Vamberk                        | Sokolovna                | Komunál |                                                         |
| 26. října 2017     | Brno                           | Semilasso                | Komunál |                                                         |
| 27. října 2017     | Zábřeh                         | Kulturní dům             | Komunál |                                                         |
| 4. listopadu 2017  | Jindřichův Hradec              | Kulturní centrum Jitka   | Komunál |                                                         |
| 10. listopadu 2017 | Kadaň                          | Kulturní zařízení Orfeum | Komunál |                                                         |
| 11. listopadu 2017 | Neznašov                       | Kulturní dům             | Komunál | Přesunuto z Týna nad Vltavou                            |
| 17. listopadu 2017 | Ostrava                        | Rock and Roll Garage     | Komunál | vyprodáno                                               |
| 18. listopadu 2017 | Králíky (okres Hradec Králové) | Kulturní dům             | Komunál |                                                         |
| 1. prosince 2017   | Slatiňany                      | Sokolovna                | Komunál | Přesunuto z Bylan                                       |
| 2. prosince 2017   | Mladá Boleslav                 | Dům kultury              | Komunál |                                                         |
| 8. prosince 2017   | Rakovník                       | Kulturní centrum         | Komunál |                                                         |
| 9. prosince 2017   | Janovice nad Úhlavou           | Sokolovna                | Komunál | Přesunuto z Klatov kvůli malé kapacitě klatovského sálu |
| 15. prosince 2017  | Moravský Krumlov               | Společenský sál          | Komunál |                                                         |
| 16. prosince 2017  | Herálec                        | Kulturní dům             | Komunál |                                                         |

### Zrušené koncerty
| Datum              | Město            | Místo        | Poznámka                                              |
| ------------------ | ---------------- | ------------ | ----------------------------------------------------- |
| 3. listopadu 2017  | Blovice*         | Kulturní dům |                                                       |
| 11. listopadu 2017 | Týn nad Vltavou* | Kulturní dům | Přesunuto do Neznašova                                |
| 24. listopadu 2017 | Polná*           | Zámek        |                                                       |
| 1. prosince 2017   | Pardubice*       | Klub ABC     | Přesunuto do Bylan                                    |
| 1. prosince 2017   | Bylany           | Kulturní dům | Přesunuto do Slatiňan                                 |
| 9. prosince 2017   | Klatovy          | Sokolovna    | Přesunuto do Janovic nad Úhlavou z kapacitních důvodů |
| 25. prosince 2017  | Valdice          | Dům kultury  |                                                       |

- Tyto koncerty jsou uvedeny pouze na přebalu edice piva Plechovka pro chlapy "450" 2l Dymytry vydané pro toto koncertní turné a nikdy nebyly oficiálně oznámeny.